# Marteen van Dorp

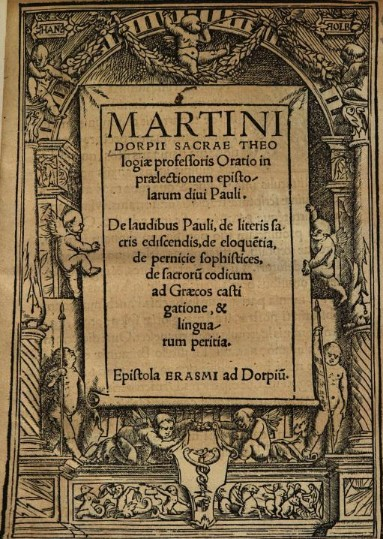
Martin Dorpius (1485-1525) Discurso en la carta de Pablo (Antuérpia, 1519)

Marteen van Dorp o Martin van Dorp (Naaldwijk, alrededor de 1485-Lovaina, 1525) fue un teólogo y profesor de la Universidad de Lovaina. 
Estudió teología en el Collegium Lilii de esa ciudad y allí se quedó como profesor de latín en 1504 y de filosofía desde 1508. En 1515 obtuvo el doctorado en teología y pasó a formar parte del cuerpo docente de la universidad de Lovaina de la que en 1523 aunque solo por algunos meses fue también rector. 
Se hizo famoso por la correspondencia que mantuvo con Erasmo de Róterdam desde 1514 a raíz de la publicación del Elogio de la locura. Más que criticar directamente la propuesta de Erasmo, objetaba el tono y las ásperas formas que el humanista usaba contra los teólogos, para referirse a Cristo y a la vida eterna, etc. pero lo hacía de manera conciliadora para evitar la polémica. Escribió dos cartas a Erasmo que fueron respondidas. En la controversia intervino Tomás Moro que logró convencer a Dorp. Este se hizo desde entonces promotor de la noción de vera theologia que Erasmo ofrecía. Sin embargo, la muerte le impidió defender a su amigo en las últimas controversias. Erasmo lamentó mucho el fallecimiento de su amigo y escribió el epitafio para su tumba.

## Obras
- Oratio in laudem Aristotelis
- Oratio de laudibus sigillatim cuiusque disciplinarum ac amenessimi Lovanii, Academiaeque Lovaniensis
- Oratio in praelectionem epistularum divi Pauli